# Mela Val di Non
Mela Val di Non (DOP) è un prodotto ortofrutticolo italiano a Denominazione di origine protetta. La denominazione è riservata a mele delle varietà Golden Delicious, Renetta Canada e Red Delicious.
La zona di produzione, all'interno della provincia di Trento, corrisponde a quella parte del bacino idrografico del torrente Noce che ricade nella Val di Sole e nella Val di Non.

## Storia

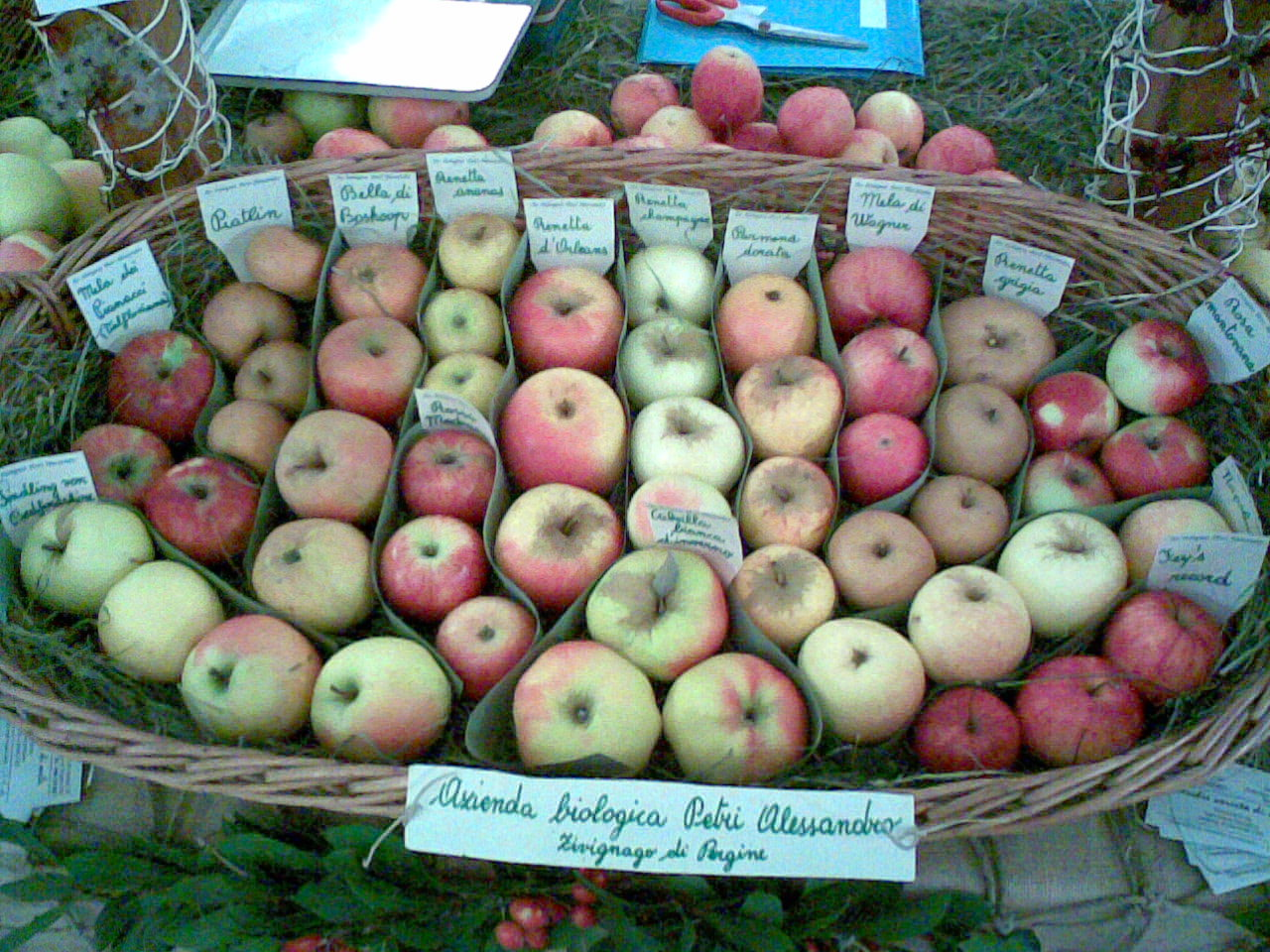
Antiche varietà di mele della Val di Non

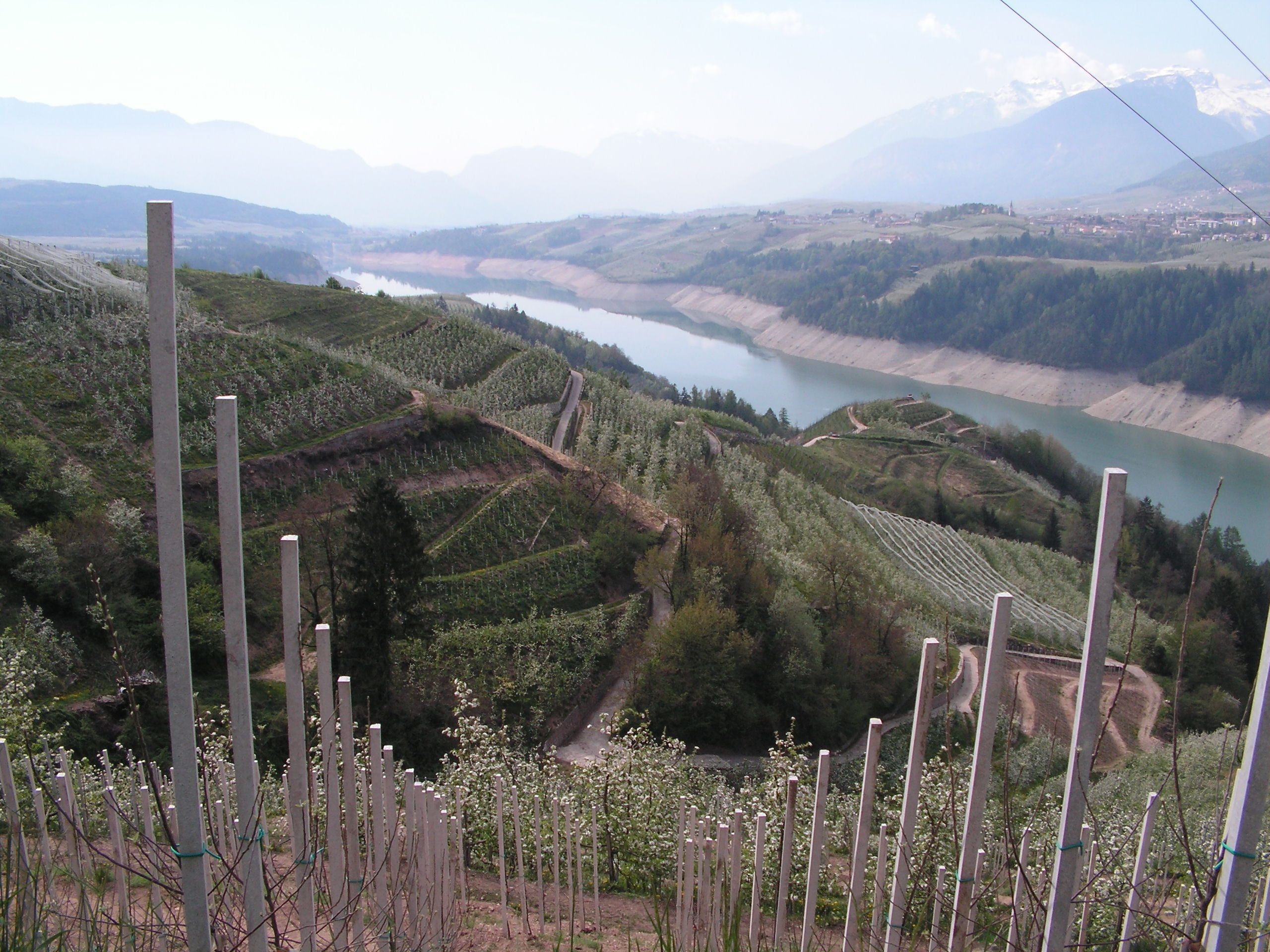
Meli nella Val di Non

Il territorio della Val di Sole e della Val di Non ha un'antica tradizione legata alla coltivazione della frutta. L'etimologia stessa dei toponimi dei paesi di Malé e Malosco deriva infatti dal latino maletum, cioè meleto o frutteto di meli.
Nella zona di produzione esistono numerose testimonianze pittoriche ed artistiche, risalenti fino al medioevo, che attestano l'importanza della coltivazione del melo in questo territorio. Vi è anche una nutrita produzione di forme poetiche dialettali dedicate alla mela ed alla produzione frutticola della valle.
Una lettera di una nobile famiglia di Vienna del 1739, conservata all'Archivio di stato di Trento, contiene la richiesta di un cesto di "pomi rosmarini", all'epoca rinomati nella capitale dell'Impero Asburgico per l'eccellente qualità. Dall'inizio del 1800 le fonti si fanno numerose, e nella seconda metà del secolo i frutticoitori ottennero molti riconoscimenti e premi per la qualità della frutta portata alle esposizioni intemazionali dell'epoca.
Lo scrittore russo Lev Tolstoj, conformemente a un'usanza russa, si dedicò personalmente alla realizzazione di un meleto, all'interno della propria tenuta di Jasnaja Poljana. Allo scopo, utilizzò alberi di melo del Trentino, regione allora facente parte dell'Impero austro-ungarico.